# Чемпионат Европы по фехтованию 1992
Чемпионат Европы по фехтованию в 1992 году прошёл в Лиссабоне (Португалия). Состязания проводились только в личном первенстве, поединков за третье место; бронзовые медали получали оба спортсмена, проигравшие полуфинальные бои.

## Общий медальный зачёт
| Место | Страна   | Золото | Серебро | Бронза | Всего |
| ----- | -------- | ------ | ------- | ------ | ----- |
| 1     | Германия | 2      | 1       | 3      | 6     |
| 2     | Венгрия  | 1      | 2       | 1      | 4     |
| 3     | Австрия  | 1      | 1       | 0      | 2     |
| 4     | Италия   | 1      | 0       | 2      | 3     |
| 5     | Франция  | 0      | 1       | 1      | 2     |
| 6     | Беларусь | 0      | 0       | 1      | 1     |
| 6     | Испания  | 0      | 0       | 1      | 1     |
| 6     | Швеция   | 0      | 0       | 1      | 1     |
| Всего | Всего    | 5      | 5       | 10     | 20    |

## Медалисты

### Мужчины
| Дисциплина               | Золото            | Серебро            | Бронза                         |
| ------------------------ | ----------------- | ------------------ | ------------------------------ |
| Шпага Личное первенство  | Михаэль Флеглер   | Гюнтер Краевски    | Райнхард Бергер Сесар Гонсалес |
| Рапира Личное первенство | Михаэль Людвиг    | Марк Марши         | Ола Кайбьер Лоран Бель         |
| Сабля Личное первенство  | Раффаэлло Казерта | Жан-Филипп Дорелль | Дьёрдь Борош Луиджи Тарантино  |

### Женщины
| Дисциплина               | Золото          | Серебро          | Бронза                            |
| ------------------------ | --------------- | ---------------- | --------------------------------- |
| Шпага Личное первенство  | Марина Варконьи | Элизабет Кнехтль | Лаура Кьеза Рената Рибандт-Каспар |
| Рапира Личное первенство | Корнелия Ханиш  | Аида Мохамед     | Розалия Хусти Вита Счестнович     |